# ラモン空港
ラモン空港（ラモンくうこう、ヘブライ語: נמל התעופה רמון、アラビア語: مطار رامون、英語: Ramon Airport、 (IATA: ETM, ICAO: LLER)）は、イラン・ラモーンとアサフ・ラモーンに因んで命名され、非公式にはエイラート・ラモン空港としても知られる国際空港で、イスラエルの南部地区にあるティムナ渓谷に位置している。イスラエルではベン・グリオン国際空港に次いで交通量の多い空港であり、それまで旧エイラート空港とオブダ国際空港が担っていた民間機の発着を引き継いでいる。この空港はまた、イスラエルにおける主要な迂回空港となっている。
この空港は、エイラートから北へ 18km、ベール・オラに隣接する位置にある。エイラートにあった旧空港とは異なり、この空港にはエプロンの空間が豊富にあり、従来より長い3600mの滑走路があって、より大型の機材が離着陸、駐機できるようになっている。この空港は、当初の予定では2017年4月に開港するはずだったが、開港は遅れ、2019年1月21日に開港した。アイルランドの格安航空会社ライアンエアーが、ボーイング737-800の機材を用いてポーランドのポズナン＝ワヴィツァ空港から最初の国際線を就航させたのは、2019年3月4日のことだった。

## 沿革

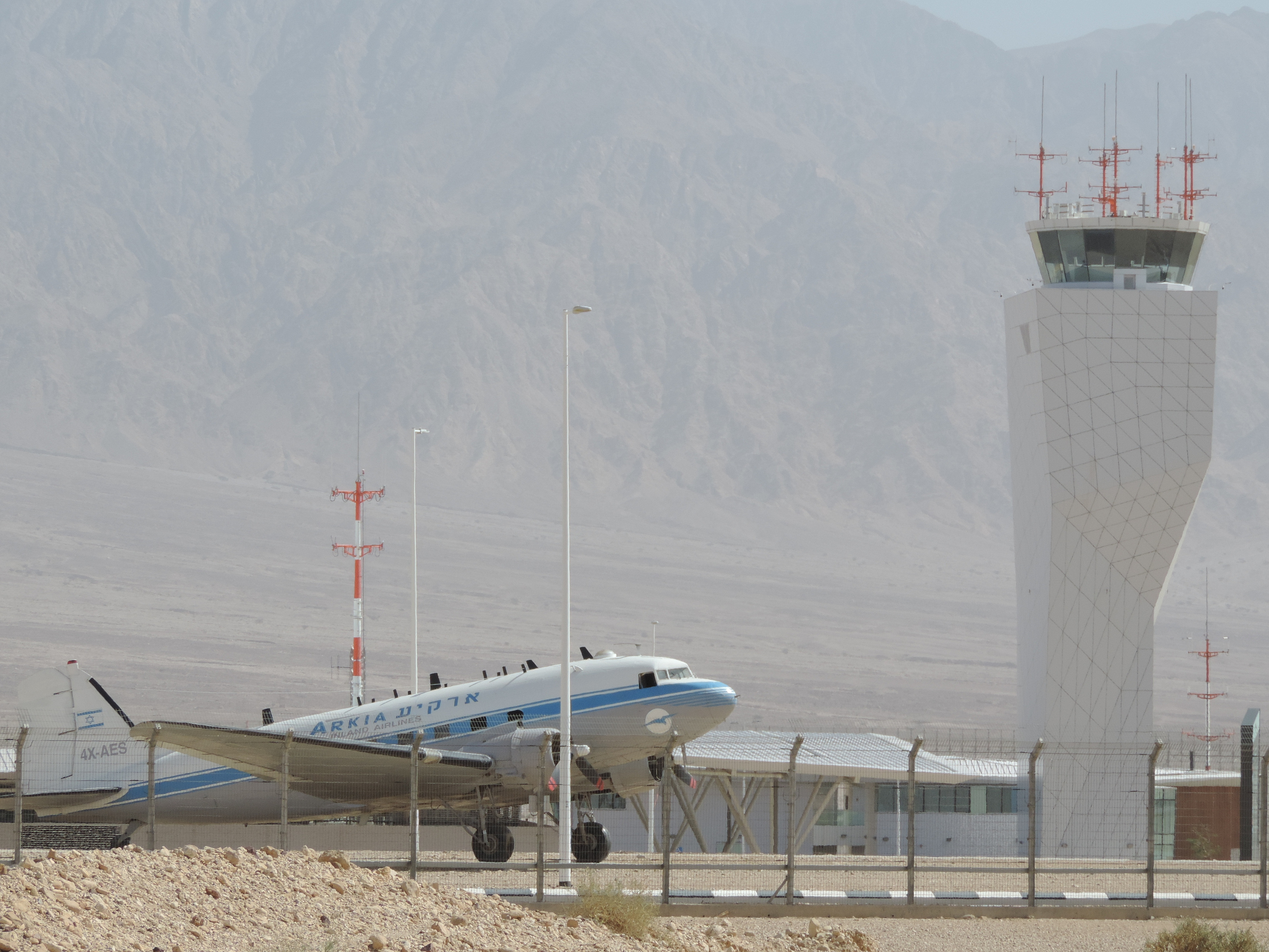
管制塔

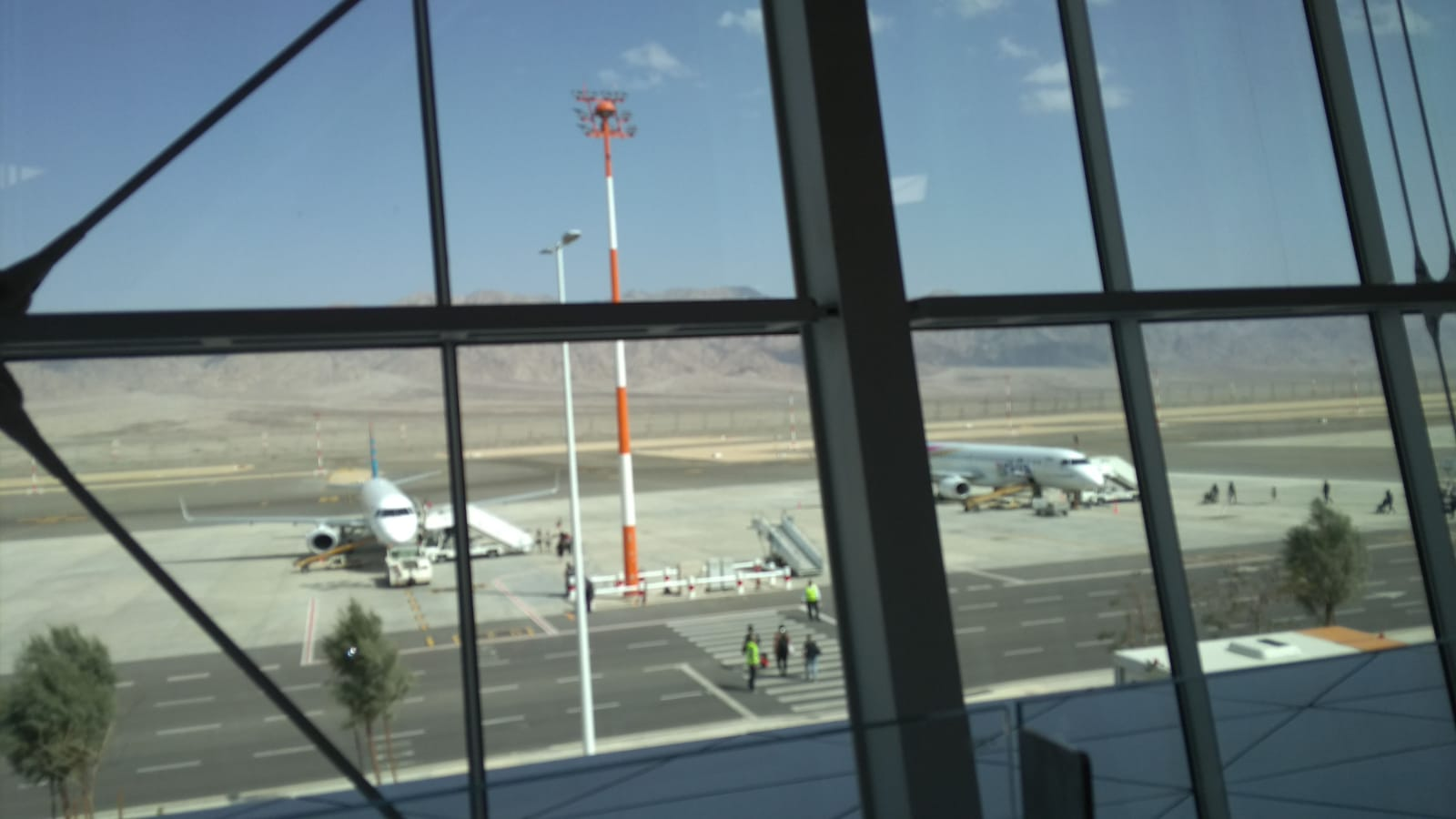
ラモン空港の飛行機

### 背景
エイラート空港は、1949年に開港したが、当時はまだ後に市街地となる地域の大部分は空き地であった。市街地が開発されていくにしたがって、空港周辺も市街地化が進んだ。1994年にイスラエル・ヨルダン平和条約が締結されると、航空機の運航はエイラート空港から、ヨルダンのアカバ空港に移されることとなった。当初の計画では、アカバ空港を改称してアカバ＝エイラート平和国際空港 (Aqaba–Eilat Peace International Airport) とすることになっていた。しかし、この合意は実現せず、1997年3月の両国間の合意に基づいて、国内線は引き続きエイラート空港を使用することとされたが、国際線については、それ以上の決定はなされなかった。それにもかかわらず、ラモン空港の建設は、ヨルダン側から見れば1990年代における空港共用の約束を踏みにじるものと映り、ヨルダンを怒らせることとなった。
エイラートの更なる発展のためには、空港を市街地中心部から遠ざけることが必要だと考えられたが、これは、そうすれば沿岸部に近い位置にホテルを追加して建設できると見られたためであった。空港の移設は、騒音対策にもなるとされた。空港移転は、市のより広範囲な開発計画の一環とされ、エイラート港をヨルダンとの国境近くに移設する計画（そのためには空港の移転が必須であった）、テルアビブ＝エイラート高速鉄道計画、公道90号線の改修なども含まれていた。
この空港は、イスラエル最初の宇宙飛行士で、コロンビア号空中分解事故で死亡したイラン・ラモーンと、その息子で6年後にF-16 戦闘機の訓練飛行中の墜落事故で死亡したアサフ・ラモーンに因んで命名されている。

### 計画と建設
南部地区の計画建設委員会 (Planning and Construction Committee) は、新空港建設プロジェクトを2003年に承認し、さらに高次計画は2010年7月にイスラエル政府によって承認された。
建設は2011年7月24日に認可されたが、これは高次計画が完成するより先んじていた。プロジェクトに見込まれた費用は 19.5億新シェケルで、 費用の一部はエイラート空港の敷地を売却して賄われた。2010年5月6日に承認された計画予算は、5600万新シュケルであった。当初は空港を一括事業請負後譲渡方式 (BOT) で建設することも検討されたが、イスラエル空港庁 (IAA) が反対し、政府も空港庁が計画管理に当たることを認めた。こうした経緯にもかかわらず、もしIAAが全ての事業を自身の予算で賄ったなら、赤字となって破綻することが見込まれた。Danya Cebus が、旅客ターミナルの建設業者に選ばれた。このターミナルには、事実上国内線の空港だったエイラート空港にはなかった免税店が設けられた。Mer Group は、空港内の監視カメラや敷地周辺の防護策など管理設備を提供した。
2013年5月、礎石を置く起工式が、政府関係者やラモーン家の人々が出席して執り行われた。実際の建設作業は、その2週間後から始まった。
最初にテスト飛行で飛行機が着陸したのは、2017年9月5日であった。2019年1月には、ヨルダンがイスラエルによるこの空港の開港に反対し、新空港の運用はヨルダンの空域への脅威となる、と主張した。
オブダ国際空港は、もともと空軍基地として建設され、今もその機能を保っているが、エイラート空港の施設が大型機に対応できなかったため、2010年代にはイスラエル南部地区にとって国際線の主要空港となっていた。しかし、ラモン空港の開港後は、オブダにおける民間機の運用は閉鎖された。

## 設備
この空港は、エイラートの北、18km に位置している。公道90号線が通っているほか、将来の計画としては、イスラエル中部地区やエイラートから、高速鉄道計画や、ライトレールで市街地と結ぶことも構想されている。空港に隣接して、バスターミナルとパークアンドライド施設が、4億新シュケルの費用をかけて建設されている。このバスターミナルは、エイラートの中央バス駅に取って代わるものである。　2019年に空港が開港した際には、まだ新しいバス停留所が完成していなかったため、空港をエイラート市街地を結ぶシャトルバスが旅客のために用意されていた。いずれにしろ、この空港は、年間200万人の旅客を処理する能力を備えている。
この空港は、3,600mの滑走路と、大型機なら8機、ターボプロップ機なら9機が駐機できる駐機場を備えている。空港の敷地は、5,500ドゥナム (5.5 km2)であり、主要なターミナルの建物は 45,000 m2 (480,000 sq ft)の広さをもっている。この空港には、世界で最も高いとされる 26 m (85 ft) の対ミサイル・フェンスが、全長4.5kmにわたって張り巡らされている。滑走路は、年間200万人規模の空港としては例外的に長いが、これはひとつには周囲が砂漠で土地収用が容易だったことにもより、もうひとつには迂回空港としての機能を果たすために、ベン・グリオン空港に飛来するあらゆる種類の機材に対応可能にしてあるためでもある。これによって、ベン・グリオン空港を目指して飛行してきた飛行機が、イスラエル国外の迂回ルートを取った場合に生じる様々な問題を回避できるわけである。

## 就航航空会社と就航地
以下の航空会社は定期便を就航させており、この他にもチャーター便がラモン空港に就航している。
| 航空会社                 | 就航地                     |
| ------------------------ | -------------------------- |
| アルキア・イスラエル航空 | テルアビブ                 |
| イズレール航空           | テルアビブ                 |
| トランサヴィア           | 季節便: パリ＝オルリー空港 |